# Icosidodecadodecaedro
In geometria, l'icosidodecadodecaedro è un poliedro stellato uniforme avente 44 facce - 20 esagonali, 12 pentagonali e 12 a forma di pentagramma - 120 spigoli e 60 vertici.

## Inviluppo convesso
L'inviluppo convesso dell'icosidodecadodecaedro, spesso indicato con il simbolo U44, è un icosaedro troncato non uniforme.
| Icosaedro troncato (facce regolari) | Inviluppo convesso (esagoni isogonali) | Icosidodecadodecaedro |

## Coordinate cartesiane
Le coordinate cartesiane per i vertici del rombidodecadodecaedro sono date da tutte le permutazioni di:
{\displaystyle \left(\,\pm (2\varphi -1),\,\pm 1,\,\pm 1\,\right)}
più le permutazioni pari di:
{\displaystyle \left(\,0,\,\pm (\varphi +1),\,\pm (2-\varphi ),\right)}
{\displaystyle \left(\,\pm 2,\,\pm (\varphi -1),\,\pm \varphi \,\right)}
dove {\displaystyle \varphi ={\tfrac {1+{\sqrt {5}}}{2}}} è la sezione aurea.

## Poliedri correlati
L'icosidodecadodecaedro condivide la disposizione dei vertici con i composti uniformi di 10 e di 20 prismi triangolari, mentre condivide la disposizione degli spigoli con il rombidodecadodecaedro, con cui ha in comune le facce pentagonali e a forma di pentagramma, e con il rombicosaedro, con cui ha in comune le facce esagonali.
| Inviluppo convesso | Rombidodecadodecaedro                | Icosidodecadodecaedro                |
| Rombicosaedro      | Composto di dieci prismi triangolari | Composto di venti prismi triangolari |

### Esacontaedro icosacronico medio
L'esacontaedro icosacronico medio è un poliedro isoedro non convesso, nonché il duale dell'icosidodecadodecaedro, avente 60 facce intersecanti, tutte a forma di dardo, come quella qua sotto riportata:
Le facce hanno due angoli di ampiezza pari a {\displaystyle \arccos({\frac {3}{4}})\approx 41,409\,622\,109\,27^{\circ }}, uno di ampiezza pari a {\displaystyle \arccos(-{\frac {1}{8}}+{\frac {7}{24}}{\sqrt {5}})\approx 58,184\,446\,117\,59^{\circ }} e uno di ampiezza paria {\displaystyle 360^{\circ }-\arccos(-{\frac {1}{8}}-{\frac {7}{24}}{\sqrt {5}})\approx 218,996\,309\,663\,87^{\circ }}. Il rapporto tra le lunghezze dei lati, uguali a due a due, è invece uguale a {\displaystyle {\frac {27+7{\sqrt {5}}}{22}}\approx 1,938\,748\,901\,93}.